# ハンガリー宇宙局
ハンガリー宇宙局（ハンガリー語: Magyar Űrkutatási Iroda, MŰI、英: Hungarian Space Office , HSO）はハンガリーの宇宙機関。1992年1月に設立され、25の研究所や大学研究部門を持ち、250人以上の研究技術者を擁する。本拠地はブダペスト。
ハンガリーの宇宙活動は、環境水資源省の下、ハンガリー宇宙委員会（HSB）が政策調整した活動計画をハンガリー宇宙局が統括して展開している。宇宙研究科学会議（SCSR）が諮問組織となっている。
なお、ハンガリーは欧州宇宙機関の協力国であり、欧州気象衛星機構の正式加盟国である。
ハンガリー初の宇宙飛行士はファルカシュ・ベルタランで、1980年5月26日ソユーズ36号ミッションでソビエト連邦（当時）のワレリー・クバソフとともに宇宙に打ち上げられた。ハンガリー宇宙局が設立後、宇宙飛行士は誕生しておらず、2010年現在彼がハンガリー唯一の宇宙飛行士となっている。なお、民間人のチャールズ・シモニーは宇宙旅行を2度行っている。